# Jennifer Serrano
Jennifer Serrano, nota anche come Jenny o Jennifer (Mieres, 1984), è una cantante spagnola.
Ha rappresentato Andorra all'Eurovision Song Contest 2006 con la canzone Sense tu, classificandosi 23ª nella semifinale dell'evento.

## Biografia
Nata nel comune di Mieres, nelle Asturie, il suo nome è stato ispirato da quello dell'attrice Jennifer Beals di Flashdance. Ha studiato musica a Barcellona e ha lavorato come cameriera. La giovane venne selezionata dai responsabili di Andorra Televisión, la rete televisiva di Ràdio i Televisió d'Andorra (RTVA), che la ascoltarono in una scuola di musica del Principato. Prima della proposta di esibirsi ad Atene per rappresentare Andorra cantava in locali di karaoke e feste private.  Venne così scelta tramite televoto dai telespettatori andorrani tra altri 43 partecipanti alla selezione dell'emittente RTVA per rappresentare la nazione all'ESC 2006, ospitato dalla capitale greca di Atene.
All'Eurovision Song Contest 2006 interpretò la canzone Sense tu, scritta in catalano da Joan Antoni Rechi e composto da Rafael Artesero Herrero. Esibitasi per quarta nell'unica semifinale, si è classificata al 23º e ultimo posto con soli 8 punti, assegnati dalla Spagna, non qualificandosi per la finale dell'evento.
È stata la terza artista a rappresentare Andorra all'Eurovision Song Contest. La cantante dopo la partecipazione al concorso si espresse pubblicamente per sostenere la vitalità della lingua catalana. Nel 2013 in una intervista al Diari d'Andorra dichiarò che "in catalano si comunica con l'Europa". Nel 2019, nell'ambito del dibattito politico in corso ad Andorra sulla possibilità che la piccola nazione tornasse ad avere una propria rappresentanza all'ESC, la cantante si espresse a favore di tale partecipazione dicendo che "non c'è niente di più bello che poter condividere la propria lingua di fronte a così tante persone".

## Discografia
Singoli
- 2006 – Sense tu